# Цикло
«Цикло» (англ. Cyclo, в'єт. Xích Lô, також «Велорикша») — кримінальна драма режисера та сценариста Чан Ань Хунга. Прем'єра фільму відбулася на 52-му Венеційському кінофестивалі, де він отримав Золотого лева.

## Сюжет
Події розгортаються в Хошиміні. 18-річний юнак (Ле Ван Лок) заробляє тим, що працює цикло. Його батька, також велорикшу, насмерть збила вантажівка. Тепер хлопець змушений самостійно заробляти на життя. Разом з ним живуть дідусь і дві сестри. Одного дня велотаксі хлопця викрадають. Не маючи грошей, він згоджується на виконання злочинних завдань місцевої банди. Його наглядачем стає лідер банди — поет (Тоні Люн Чу Вай). Старша сестра (Тран Ну Єн Ке) юнака стає однією з повій поета. Події набувають трагічних оборотів.

## У ролях
- Ле Ван Лок — цикло
- Тоні Люн Чу Вай — поет
- Тран Ну Єн Ке — старша сестра цикло
- Уін Ню Куін — пані

## Критика
Фільм отримав переважно позитивні відгуки кінокритиків. На сайті Rotten Tomatoes фільм має рейтинг 73 % на основі 11 рецензій. Ерік Гендерсон із «Slant Magazine» оцінив картину на 2,5/4, порівнявши перші пів години фільму з «Викрадачами велосипедів» Вітторіо де Сіка, назвавши їх одою песимізму, фетишизму мучеництва неореалізму, і додаючи, що «на щастя, Тран використовує цю установку, щоб запустити серію набагато непередбачуваніших, а часом і галюцинаційних сцен». Критик із «Austin Chronicle» оцінив стрічку на 3,5/5, зазначивши, що «це насичене, суворе і, зрештою, тривожне свято для очей… темний і брудний сон, який залишається з вами надовго після виходу з театру». У рецензії для «Нью-Йорк таймс» Джанет Маслін написала: «Пан Унг, який отримав найвищі відзнаки на цьогорічному Венеційському кінофестивалі за надзвичайно амбіційний „Цикло“, знову дає зрозуміти, що він є фільммейкером незвичної вишуканости. Жоден найжорстокіший момент тут не позбавлений дотику краси… Фундаментальна некомунікабельність робить гіпнотичний „Цикло“ більш незабутнім за ізольовані, кристалічні моменти, ніж як за успішну цілісність».

## Нагороди
| Рік  | Премія                              | Категорія         | Номінант      | Результат |
| ---- | ----------------------------------- | ----------------- | ------------- | --------- |
| 1995 | Гентський міжнародний кінофестиваль | Приз Жоржа Дельрю | Тон Тхат Тіет | Перемога  |
| 1995 | Гентський міжнародний кінофестиваль | Ґран-прі          | Чан Ань Хунг  | Перемога  |
| 1995 | 52-й Венеційський кінофестиваль     | Приз ФІПРЕССІ     | Чан Ань Хунг  | Перемога  |
| 1995 | 52-й Венеційський кінофестиваль     | Золотий лев       | «Цикло»       | Перемога  |